# Lerdala gård

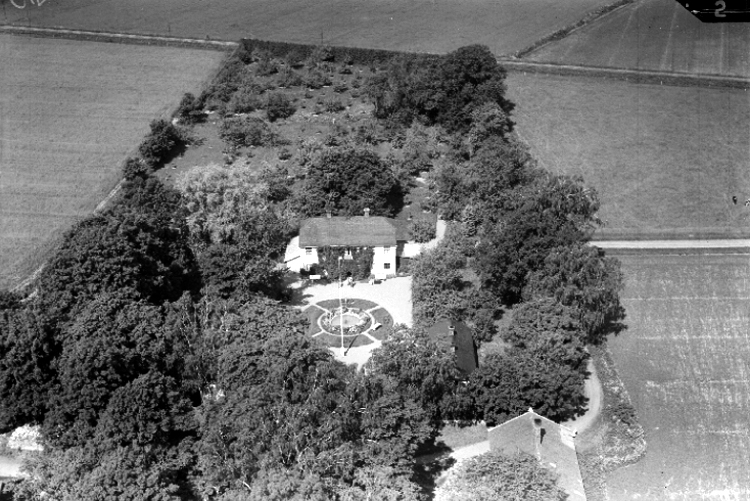
Lerdala gård 1933 från ett flygfoto

Lerdala gård är en jordbruksegendom i Lerdala socken. 
Gården består av en mangårdsbyggnad uppförd av reveterat trä från 1600-talet, som innehåller nio rum ett kök och några hallar. Fastigheten har under åren genomgått flera förändringar på 1800-talet genomfördes en ombyggnad och på 1930-talet moderniserades den med vatten, el, wc och badrum. Den ena flygelbyggnaden i trä uppfördes på 1600-talet och innehåller ett rum och kök medan den andra flygelbyggnaden i trä från 1600-talet innehåller fyra rum och ett kök. Den moderniserades omkring 1925 med el, vatten, och toalett. Till gården hör även en arbetarbostad av trä, uppförd omkring 1850 som innehåller två lägenheter med totalt sex rum och två kök, huset byggdes om och moderniserades 1951. Till gården hör ett flertal olika ekonomibyggnader, djurstallet som uppfördes omkring 1900 i sten och trä, gav plats för 10 hästar och 75 nötkreatur. I den vänstra flygelbyggnaden inrymdes under senare delen av 1800-talet bygdens postkontor. Under 1840-talet uppfördes ett tegelbruk av Johan Åke Nordenfeldt, det har även funnits ett spritbränneri på gården.
De äldsta kända ägarna till Lerdala gård är överstelöjtnant Miles Fleetwood (1642-1705) och dennes son Gustaf Adolf Fleetwood (1682-1757), som ägde gården under senare hälften av 1600-talet och fram till 1750-talet. I början av 1800-talet innehades egendomen av Johan Åke Nordenfeldt. Godsägaren och riddaren Wilhelm Gustaf Mörck (1826-1892) förvärvade gården 1850, och den ägdes efter hans död av dennes stärbhus fram till 1893, då patron Konrad Billing köpte gården. Denne innehade den till 1904, varpå han sålde den till Per Westlin. 1905-1910 ägdes Lerdala gård av patron Castegren, och ägare ha sedan varit i nämnd ordning: Hugo Håkanson, Hanner, Lindoff, Ola Roman, Thorsell och häradshövding Knut Tillberg. 1920 inköptes gården av bröderna Ernst och Nils Widengren. 